# Edificio de Gobierno de la Ciudad de México

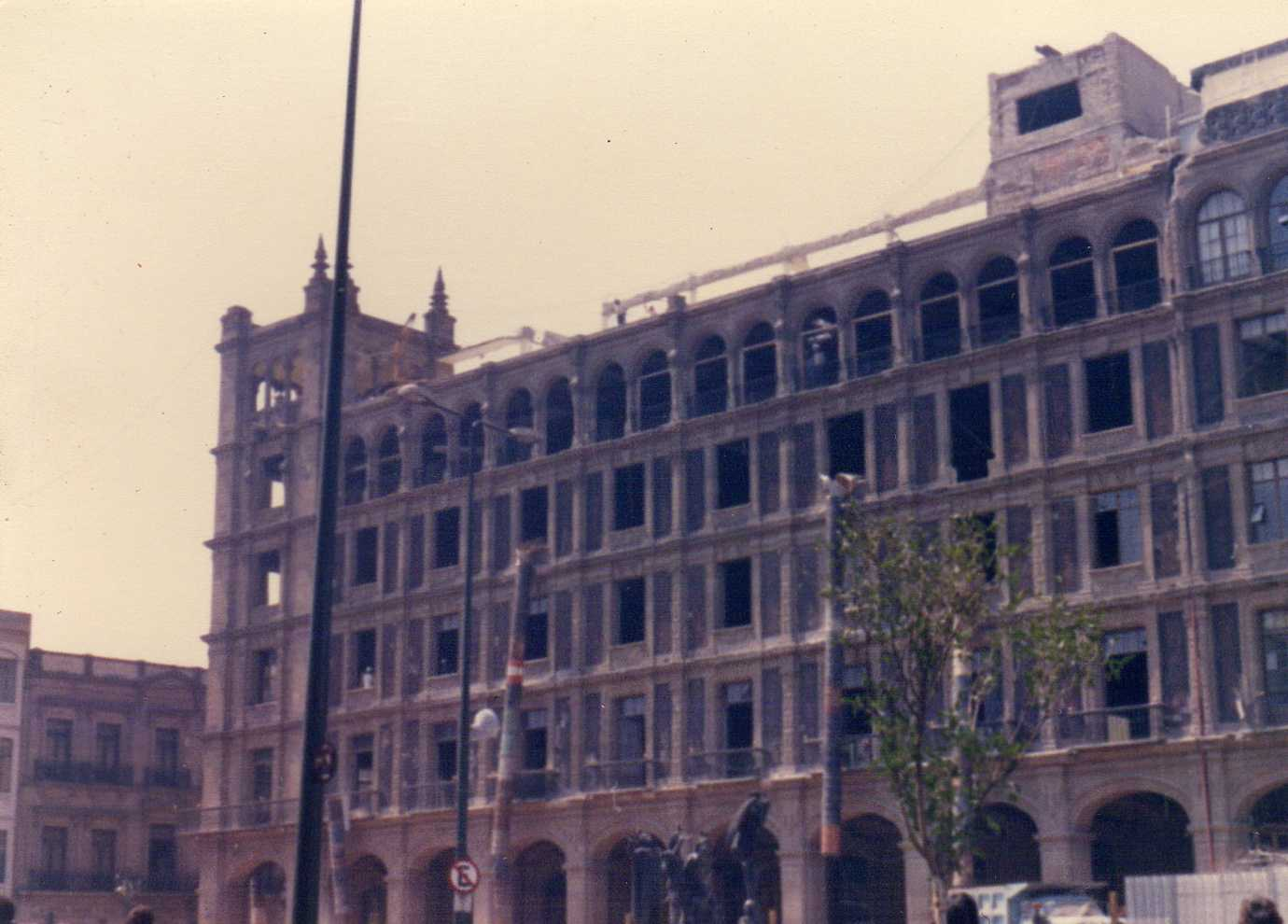
Edificio dañado después del terremoto de 1985.

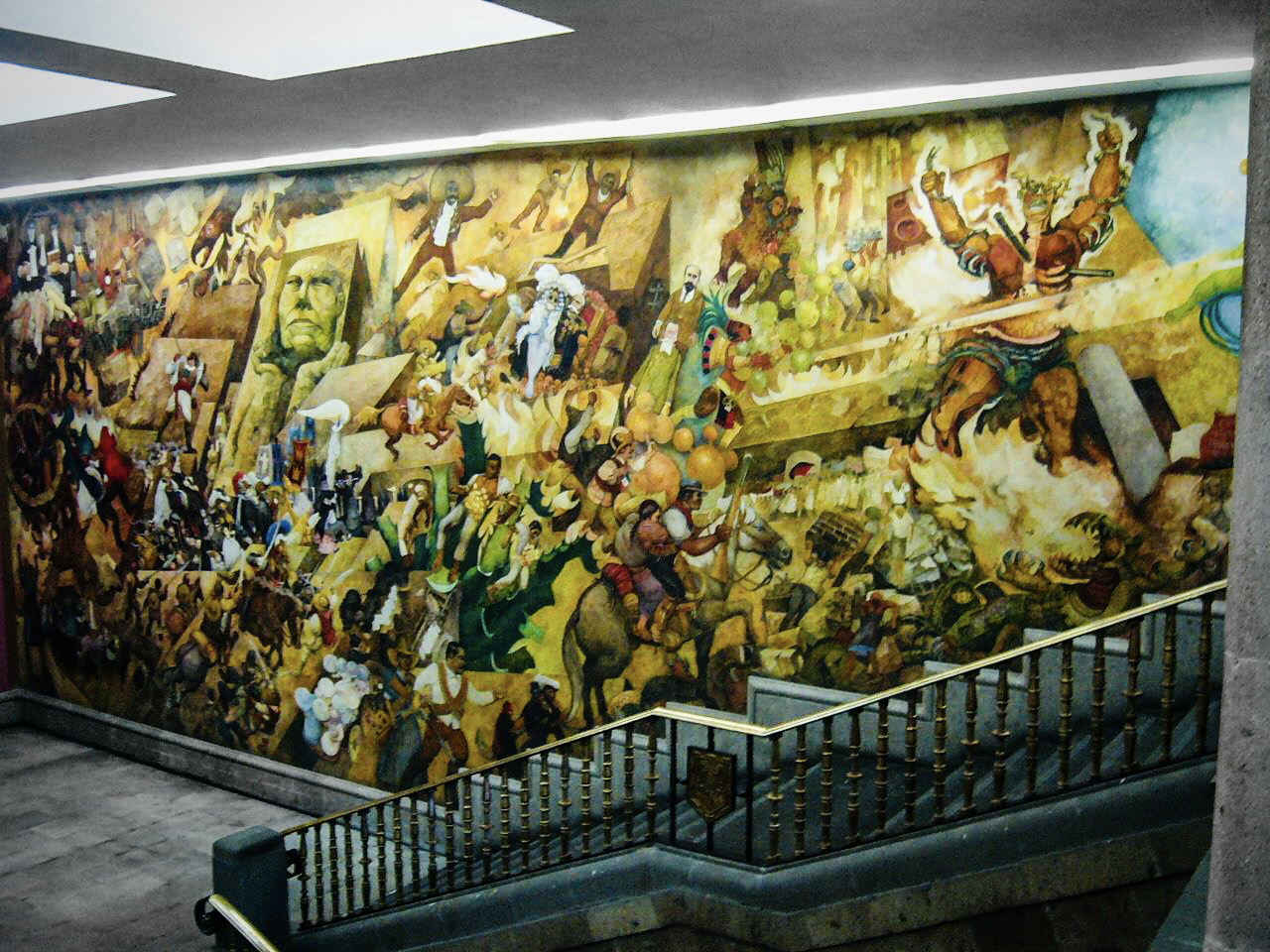
A pesar de todo, mural monumental de Montuy en el Edificio de Gobierno de la Ciudad de México (antigua regencia).

El Edificio del Gobierno de la Ciudad de México es un inmueble institucional ubicado al sur del Zócalo capitalino y en el que ejercen su trabajo funcionarios y autoridades gubernamentales de la capital de la república mexicana. Al formar parte del mencionado conjunto arquitectónico en esa área de la ciudad, es en consecuencia Patrimonio de la Humanidad desde 1987.  El edificio se encuentra al lado este del Antiguo Palacio del Ayuntamiento (construido en el siglo XVI). Fue construido en la década de 1940.
En el inmueble se aloja la Secretaría de Gobierno, la Secretaría de Administración y Finanzas, la Secretaría de Obras y Servicios y la Secretaría del Medio Ambiente.

## Historia
El antiguo Portal de las Flores fue un edificio residencial y luego comercial del centro de la capital novohispana del siglo XVIII, llamado así debido al nombre de su propietario original quien se apellidaba Flores, pero posteriormente albergó a mercados de venta de flores frescas, verduras y frutas de las zonas periféricas. Este Portal fue construido en 1724 y el sitio de los mercaderes se mantuvo hasta el siglo XIX. Después de la demolición de la antigua construcción colonial en 1935, (lo cual contribuyó a la apertura de la calle 20 de noviembre); la nueva sede del entonces Departamento Central fue construida entre 1941 y 1948 y diseñada para encajar con el resto de los edificios del Zócalo, de igual manera su simetría fue coordinada con el viejo palacio del Ayuntamiento, el cual se encuentra a un lado.
El exterior del edificio presenta una decoración relativamente sobria con ventanas enmarcadas en piedra blanca, parapetos con ventanas y columnas cuadradas. Los mini-balcones de las ventanas están hechos en hierro forjado y las esquinas de la tercera planta tienen columnas. En 1985 este edificio sufrió daños por el terremoto de la Ciudad de México, por lo cual fue remodelado y reestructurado. Actualmente hay una placa en el interior del edificio que conmemora los hechos del terremoto.
En el interior del vestíbulo predomina el hueco de la escalera principal. Esta escalera contiene dos grandes murales escalonados: A pesar de Todo y la Rebeldía de los pueblos sojuzgados. que representan la historia de México desde la época prehispánica, las intervenciones, la Revolución Mexicana y la segunda mitad del siglo XX. Ambos fueron pintados por el muralista y artista tabasqueño Daniel Ponce Montuy, más conocido como Montuy de 1984 a 1985, posterior al terremoto de 1985, Montuy regresó ligeramente a detallar los paneles de los murales en 1986, los cuales resistieron al terremoto por el tratamiento que les dio: polímero de mármol siliconado, malla de fibra de vidrio, selladores y revestimientos de acero y aluminio.
Cuando el edificio actual se construyó, encontraron los restos de la casa de doña Marina, conocida como La Malinche esposa del tesorero Alonso de Estrada. Aún más a fondo encontraron un "tlachtli" que era un campo azteca dedicado al juego de pelota, así como arqueología de ídolos como chacmool entre otros.